# Барон Лоуренс

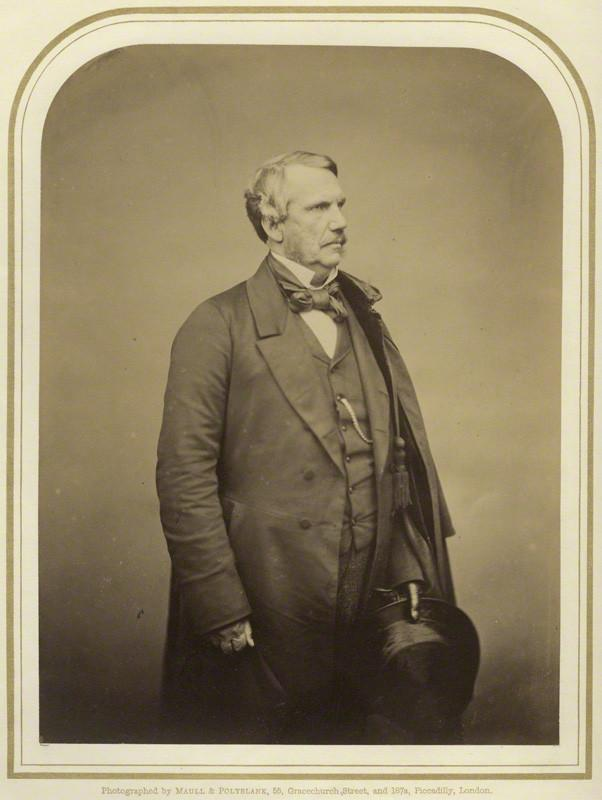
Джон Лэрд Лоуренс, 1-й барон Лоуренс

Барон Лоуренс (англ. Baron Lawrence) из Пенджаба и Гратли в графстве Саутгемптон — угасший наследственный титул в системе Пэрства Соединенного Королевства. Он был создан 3 апреля 1869 года для сэра Джона Лоуренса, 1-го баронета (1811—1879), бывшего вице-короля Индии (1864—1869). 16 августа 1858 года для него уже был создан титул баронета Лоуренса. Его сын, Джон Гамильтон Лоуренс, 2-й барон Лоуренс (1846—1913), занимал должность парламентского организатора (правительственного «кнута» в Палате лордов) в консервативных администрациях лорда Солсбери и Артура Бальфура (1895—1905).
Титул угас в 2024 году со смертью Дэвида Джона Даунера Лоуренса, 5-го барона Лоуренса (1937—2023), который стал преемником своего отца в 1968 году.
Два других члена семьи Лоуренса также получили известность. Сэр Генри Монтгомери Лоуренс (1806—1857), британский военачальник, был старший брат первого барона Лоуренса. Чарльз Нейпир Лоуренс, 1-й барон Лоуренс из Кингсгейт (1855—1927), был младшим сыном первого барона.

## Бароны Лоуренс (1869)
- 1869—1879: Джон Лэрд Лоуренс, 1-й барон Лоуренс (4 марта 1811 — 27 июня 1879), четвертый сын подполковника Александра Лоуренса (1764—1835)[3];
- 1879—1913: Джон Гамильтон Лоуренс, 2-й барон Лоуренс[англ.] (1 октября 1846 — 22 октября 1913), старший сын предыдущего[4];
- 1913—1947: Александр Грэм Лоуренс, 3-й барон Лоуренс (29 марта 1878 — 24 июня 1947), единственный сын предыдущего[5];
- 1947—1968: Джон Энтони Эдвард Лоуренс, 4-й барон Лоуренс (16 октября 1908 — 8 октября 1968), единственный сын предыдущего[6];
- 1968—2023: Дэвид Джон Даунер Лоуренс, 5-й барон Лоуренс (4 сентября 1937 — 14 августа 2023), единственный сын предыдущего[7].

Титул угас.